# Oamenii de sub scară
Oamenii de sub scară (titlu original: The People Under the Stairs) este un film american din 1991 regizat de Wes Craven. În rolurile principale joacă actorii Brandon Adams, Everett McGill, Wendy Robie, A. J. Langer, Ving Rhames și Sean Whalen. Este produs de Alive Films și distribuit de Universal Pictures.

## Distribuție
- Brandon Adams – Poindexter "Fool" Williams
- Everett McGill – Man / "Daddy" / Eldon Robeson
- Wendy Robie – Woman / "Mommy" / Mrs. Robeson
- A. J. Langer – Alice Robeson
- Ving Rhames – Leroy
- Bill Cobbs – Grandpa Booker
- Kelly Jo Minter – Ruby
- Sean Whalen – Roach
- Jeremy Roberts – Spenser